# Exhibit B: The Human Condition
Exhibit B: The Human Condition (с англ. — «Экспонат Б: Состояние человека») — девятый студийный альбом американской трэш-метал группы Exodus, выпущен 7 мая 2010 года на лейбле Nuclear Blast. Тематикой песен стали извечные проблемы человечества: война, смерть, общество, политика и религия. Релиз альбома состоялся 7 мая 2010 года в Европе, и 18 мая в США. Exhibit B: The Human Condition попал в хит-парад Billboard 200, в котором занял 114 место. В первую неделю продаж в США было продано более 4 тысяч копий альбома.

## Обложка
Холт: «Обложка представляет собою измененную нами картину Леонардо Да Винчи — Витрувианский человек. Мы затронули на этом альбоме темы войны, жестокости общества и религии. Эта картина полностью передаёт идею наших песен.»

## Тематика песен
Тематика песен Exhibit B: The Human Condition разнообразна, но в основном включает в себя гнетущие и мрачные темы. Первая песня «The Ballad of Leonard and Charles» повествует нам о Леонарде Лэйке и Чарльзе НГ — двух серийных убийцах, которые похищали и убивали своих знакомых и друзей. «Downfall» описывает падение мировых стран-лидеров через войны и экономические спады. «Nanking» повествует о жестокой резне мирных жителей Нанкина во времена второй японо-китайской войны. В песне «March of the Sycophants» рассказывается о лицемерии консервативных христиан.

## Список композиций
Слова и музыка всех песен — написаны Гэри Холтом, кроме отмеченных.
| №                   | Название                            | Текст песни         | Музыка              | Длительность |
| ------------------- | ----------------------------------- | ------------------- | ------------------- | ------------ |
| 1.                  | «The Ballad of Leonard and Charles» | Роб Дьюкс           | Ли Элтус            | 7:14         |
| 2.                  | «Beyond the Pale»                   |                     |                     | 7:40         |
| 3.                  | «Hammer and Life»                   |                     |                     | 3:31         |
| 4.                  | «Class Dismissed (A Hate Primer)»   |                     |                     | 7:15         |
| 5.                  | «Downfall»                          |                     |                     | 6:22         |
| 6.                  | «March of the Sycophants»           |                     |                     | 6:45         |
| 7.                  | «Nanking»                           |                     |                     | 7:22         |
| 8.                  | «Burn, Hollywood, Burn»             |                     |                     | 4:05         |
| 9.                  | «Democide»                          | Дьюкс               | Элтус               | 6:36         |
| 10.                 | «The Sun Is My Destroyer»           |                     |                     | 9:33         |
| 11.                 | «A Perpetual State of Indifference» | —                   |                     | 2:25         |
| 12.                 | «Good Riddance»                     |                     |                     | 5:33         |
| 13.                 | «Devil's Teeth»                     |                     |                     | 4:13         |
| Общая длительность: | Общая длительность:                 | Общая длительность: | Общая длительность: | 78:31        |

## Участники записи
- Роб Дьюкс — вокал
- Гэри Холт — соло/ритм-гитара
- Ли Элтус — соло/ритм-гитара
- Джек Гибсон — бас-гитара
- Том Хантинг — ударные

### Производство
- Продюсер — Энди Снип

### Приглашённые участники
- Рэймонд Энтони — клавишные на «The Ballad of Leonard and Charles»
- Питер Тэгтгрен — бэк-вокал на «The Sun Is My Destroyer»
- Брендон Смолл — соло-гитара на «Devil’s Teeth»